# Nazionale femminile di pallavolo del Canada
La nazionale di pallavolo femminile del Canada è una squadra nordamericana composta dalle migliori giocatrici di pallavolo del Canada ed è posta sotto l'egida della Federazione pallavolistica del Canada.

## Rosa
Segue la rosa delle giocatrici convocate per la Volleyball Nations League 2025.
| N° | Nome                | Ruolo | Data di nascita   | Squadra             |
| -- | ------------------- | ----- | ----------------- | ------------------- |
| 1  | Katerina Georgiadis | L     | 7 gennaio 2002    | CSU Bakersfield     |
| 2  | Delaney Watson      | L     | 24 novembre 2005  | Toronto             |
| 3  | Kiera Van Ryk       | O     | 6 gennaio 1999    | VakıfBank           |
| 5  | Julia Murmann       | L     | 10 novembre 2002  | Toronto             |
| 6  | Jazmine White       | C     | 14 dicembre 1993  | Levallois Paris     |
| 11 | Andrea Mitrovic     | S     | 3 giugno 1999     | Thông Tin           |
| 13 | Brie O'Reilly       | P     | 24 gennaio 1998   | Sesi                |
| 14 | Hilary Howe         | S     | 16 giugno 1998    | Aydın BB            |
| 16 | Abagayle Guezen     | S     | 28 settembre 2005 | Alberta             |
| 17 | Kacey Jost          | L     | 15 febbraio 2000  | PTSV Aachen         |
| 18 | Anna Smrek          | O     | 11 ottobre 2003   | Pro Victoria        |
| 19 | Emily Maglio        | C     | 13 novembre 1996  | Beşiktaş            |
| 20 | Lucy Borowski       | O     | 7 maggio 2003     | British Columbia    |
| 22 | Averie Allard       | P     | 21 aprile 1999    | Železničar Lajkovac |
| 26 | Quinn Pelland       | P     | 11 maggio 1999    | Haris               |
| 27 | Nyadholi Thokbuom   | C     | 9 giugno 2000     | Tchalou             |
| 28 | Raya Surinx         | S     | 5 settembre 2004  | Manitoba            |
| 37 | Jessica Andrews     | C     | 3 settembre 2003  | Bowling Green State |

## Risultati

### Competizioni FIVB
| 1964 | non qualificata | -            |
| 1968 | non qualificata | -            |
| 1972 | non qualificata | -            |
| 1976 | 8º posto        | Convocazioni |
| 1980 | non qualificata | -            |
| 1984 | 8º posto        | Convocazioni |
| 1988 | non qualificata | -            |
| 1992 | non qualificata | -            |
| 1996 | 9º posto        | Convocazioni |
| 2000 | non qualificata | -            |
| 2004 | non qualificata | -            |
| 2008 | non qualificata | -            |
| 2012 | non qualificata | -            |
| 2016 | non qualificata | -            |
| 2020 | non qualificata | -            |
| 2024 | non qualificata | -            |

| 1952 | non qualificata | -            |
| 1956 | non qualificata | -            |
| 1960 | non qualificata | -            |
| 1962 | non qualificata | -            |
| 1967 | non qualificata | -            |
| 1970 | non qualificata | -            |
| 1974 | 11º posto       | Convocazioni |
| 1978 | 14º posto       | Convocazioni |
| 1982 | 11º posto       | Convocazioni |
| 1986 | 15º posto       | Convocazioni |
| 1990 | 14º posto       | Convocazioni |
| 1994 | non qualificata | -            |
| 1998 | non qualificata | -            |
| 2002 | 18º posto       | Convocazioni |
| 2006 | non qualificata | -            |
| 2010 | 21º posto       | Convocazioni |
| 2014 | 17º posto       | Convocazioni |
| 2018 | 18º posto       | Convocazioni |
| 2022 | 10º posto       | Convocazioni |

| 2018 | non qualificata | -            |
| 2019 | non qualificata | -            |
| 2021 | 14º posto       | Convocazioni |
| 2022 | 12º posto       | Convocazioni |
| 2023 | 10º posto       | Convocazioni |
| 2024 | 10º posto       | Convocazioni |
| 2025 | 16º posto       | Convocazioni |

| 1973 | 7º posto        | Convocazioni |
| 1977 | non qualificata | -            |
| 1981 | non qualificata | -            |
| 1985 | non qualificata | -            |
| 1989 | 8º posto        | Convocazioni |
| 1991 | 10º posto       | Convocazioni |
| 1995 | 9º posto        | Convocazioni |
| 1999 | non qualificata | -            |
| 2003 | non qualificata | -            |
| 2007 | non qualificata | -            |
| 2011 | non qualificata | -            |
| 2015 | non qualificata | -            |
| 2019 | non qualificata | -            |
| 2023 | non qualificata | -            |

### Competizioni NORCECA
| 1969 | 4º posto        | Convocazioni |
| 1971 | non qualificata | -            |
| 1973 | 2º posto        | Convocazioni |
| 1975 | 4º posto        | Convocazioni |
| 1977 | 3º posto        | Convocazioni |
| 1979 | 4º posto        | Convocazioni |
| 1981 | 4º posto        | Convocazioni |
| 1983 | 3º posto        | Convocazioni |
| 1985 | 3º posto        | Convocazioni |
| 1987 | 3º posto        | Convocazioni |
| 1989 | 2º posto        | Convocazioni |
| 1991 | 3º posto        | Convocazioni |
| 1993 | 3º posto        | Convocazioni |
| 1995 | 3º posto        | Convocazioni |
| 1997 | 4º posto        | Convocazioni |
| 1999 | 3º posto        | Convocazioni |
| 2001 | non qualificata | -            |
| 2003 | 4º posto        | Convocazioni |
| 2005 | 5º posto        | Convocazioni |
| 2007 | 4º posto        | Convocazioni |
| 2009 | 5º posto        | Convocazioni |
| 2011 | 6º posto        | Convocazioni |
| 2013 | 4º posto        | Convocazioni |
| 2015 | 4º posto        | Convocazioni |
| 2017 | 1º posto        | Convocazioni |
| 2019 | 3º posto        | Convocazioni |
| 2021 | 3º posto        | Convocazioni |
| 2023 | 3º posto        | Convocazioni |

| 2021 | 4º posto | Convocazioni |
| 2022 | 5º posto | Convocazioni |
| 2023 | 5º posto | Convocazioni |
| 2024 | 5º posto | Convocazioni |

### Competizioni zonali
| 1955 | non qualificata | -            |
| 1959 | non qualificata | -            |
| 1963 | non qualificata | -            |
| 1967 | 6º posto        | Convocazioni |
| 1971 | 5º posto        | Convocazioni |
| 1975 | 4º posto        | Convocazioni |
| 1979 | 6º posto        | Convocazioni |
| 1983 | 5º posto        | Convocazioni |
| 1987 | 5º posto        | Convocazioni |
| 1991 | 4º posto        | Convocazioni |
| 1995 | 3º posto        | Convocazioni |
| 1999 | 5º posto        | Convocazioni |
| 2003 | non qualificata | -            |
| 2007 | non qualificata | -            |
| 2011 | 7º posto        | Convocazioni |
| 2015 | 8º posto        | Convocazioni |
| 2019 | 8º posto        | Convocazioni |
| 2023 | non qualificata | -            |

| 2002 | 3º posto | Convocazioni |
| 2003 | 6º posto | Convocazioni |
| 2004 | 5º posto | Convocazioni |
| 2005 | 6º posto | Convocazioni |
| 2006 | 7º posto | Convocazioni |
| 2007 | 9º posto | Convocazioni |
| 2008 | 8º posto | Convocazioni |
| 2009 | 7º posto | Convocazioni |
| 2010 | 7º posto | Convocazioni |
| 2011 | 7º posto | Convocazioni |
| 2012 | 8º posto | Convocazioni |
| 2013 | 7º posto | Convocazioni |
| 2014 | 6º posto | Convocazioni |
| 2015 | 5º posto | Convocazioni |
| 2016 | 6º posto | Convocazioni |
| 2017 | 6º posto | Convocazioni |
| 2018 | 3º posto | Convocazioni |
| 2019 | 6º posto | Convocazioni |
| 2022 | 9º posto | Convocazioni |
| 2023 | 8º posto | Convocazioni |
| 2024 | 7º posto | Convocazioni |
| 2025 | 8º posto | Convocazioni |

### Competizioni estinte
| 1993 | non qualificata | -            |
| 1994 | non qualificata | -            |
| 1995 | non qualificata | -            |
| 1996 | non qualificata | -            |
| 1997 | non qualificata | -            |
| 1998 | non qualificata | -            |
| 1999 | non qualificata | -            |
| 2000 | non qualificata | -            |
| 2001 | non qualificata | -            |
| 2002 | non qualificata | -            |
| 2003 | 11º posto       | Convocazioni |
| 2004 | non qualificata | -            |
| 2005 | non qualificata | -            |
| 2006 | non qualificata | -            |
| 2007 | non qualificata | -            |
| 2008 | non qualificata | -            |
| 2009 | non qualificata | -            |
| 2010 | non qualificata | -            |
| 2011 | non qualificata | -            |
| 2012 | non qualificata | -            |
| 2013 | non qualificata | -            |
| 2014 | 19º posto       | Convocazioni |
| 2015 | 18º posto       | Convocazioni |
| 2016 | 19º posto       | Convocazioni |
| 2017 | 20º posto       | Convocazioni |

| 2018 | non qualificata | -            |
| 2019 | 1º posto        | Convocazioni |
| 2022 | non qualificata | -            |
| 2023 | non qualificata | -            |
| 2024 | non qualificata | -            |

| 2015 | 4º posto | Convocazioni |
| 2019 | 3º posto | Convocazioni |

| 1988 | ?               | -            |
| 1989 | ?               | -            |
| 1990 | ?               | -            |
| 1991 | non qualificata | -            |
| 1992 | non qualificata | -            |
| 1993 | non qualificata | -            |
| 1994 | non qualificata | -            |
| 1995 | non qualificata | -            |
| 1996 | non qualificata | -            |
| 1998 | non qualificata | -            |
| 1999 | 6º posto        | Convocazioni |
| 2000 | 7º posto        | Convocazioni |
| 2001 | non qualificata | -            |
| 2002 | non qualificata | -            |
| 2003 | non qualificata | -            |
| 2004 | non qualificata | -            |
| 2005 | non qualificata | -            |
| 2006 | non qualificata | -            |
| 2007 | non qualificata | -            |
| 2008 | non qualificata | -            |
| 2009 | non qualificata | -            |
| 2010 | non qualificata | -            |
| 2011 | non qualificata | -            |
| 2013 | non qualificata | -            |
| 2014 | non qualificata | -            |
| 2015 | non qualificata | -            |
| 2016 | non qualificata | -            |
| 2017 | non qualificata | -            |
| 2018 | non qualificata | -            |
| 2019 | non qualificata | -            |

| 1986 | non qualificata | -            |
| 1990 | 7º posto        | Convocazioni |
| 1994 | non qualificata | -            |